# Gubbängshallen

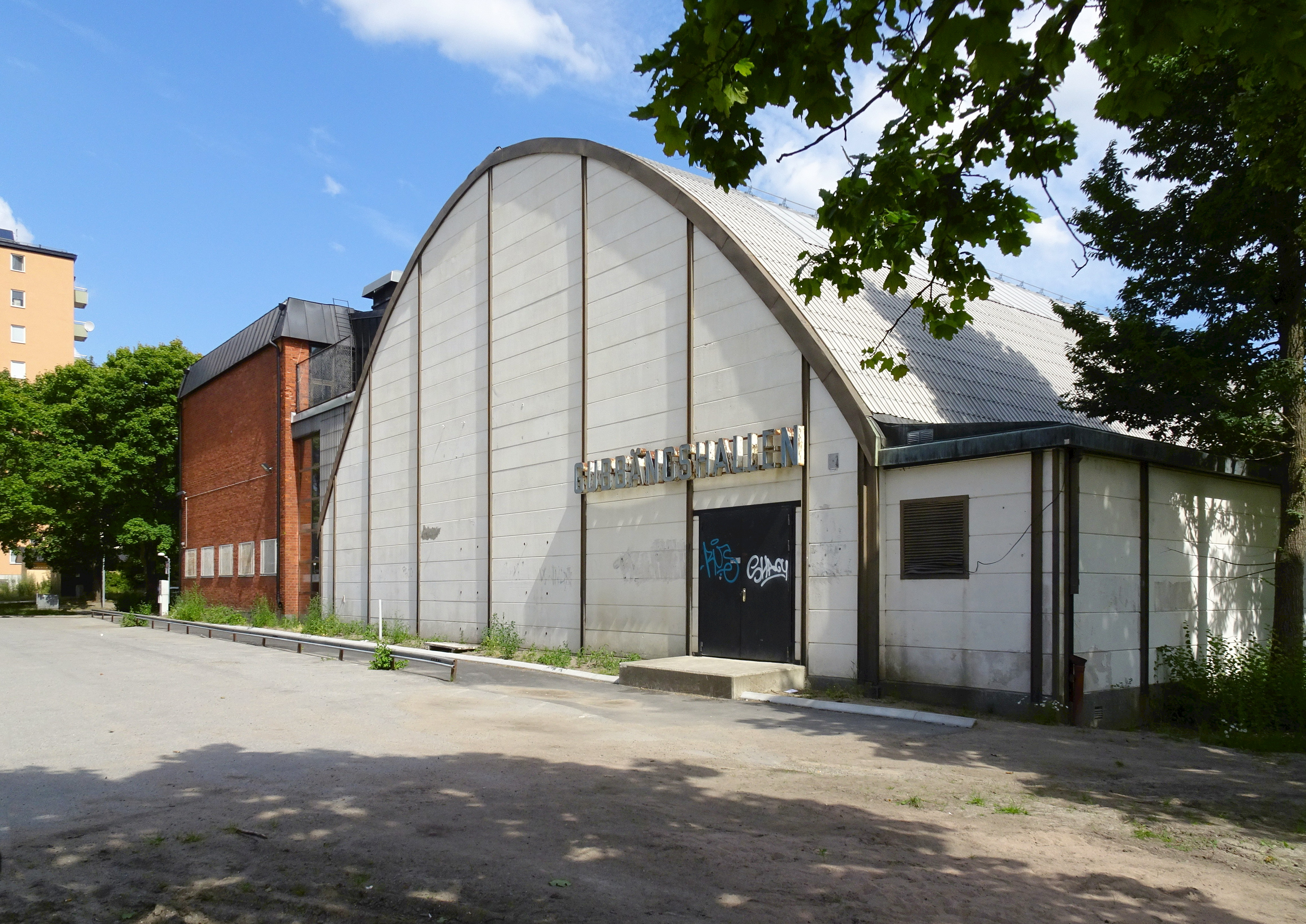
Gubbängshallen mot sydväst, 2016.

Gubbängshallen är en kommunal idrottshall vid Lingvägen 131 i Gubbängen i södra Stockholm. Anläggningen uppfördes mellan 1958 och 1959 efter ritningar av  Helge Zimdahl och Nils Ahrbom. Hallens ljusa färg och bågformade takkonstruktion har blivit ett välkänt inslag i den lokala stadsbilden och syns långt över Gubbängsfältet.

## Beskrivning

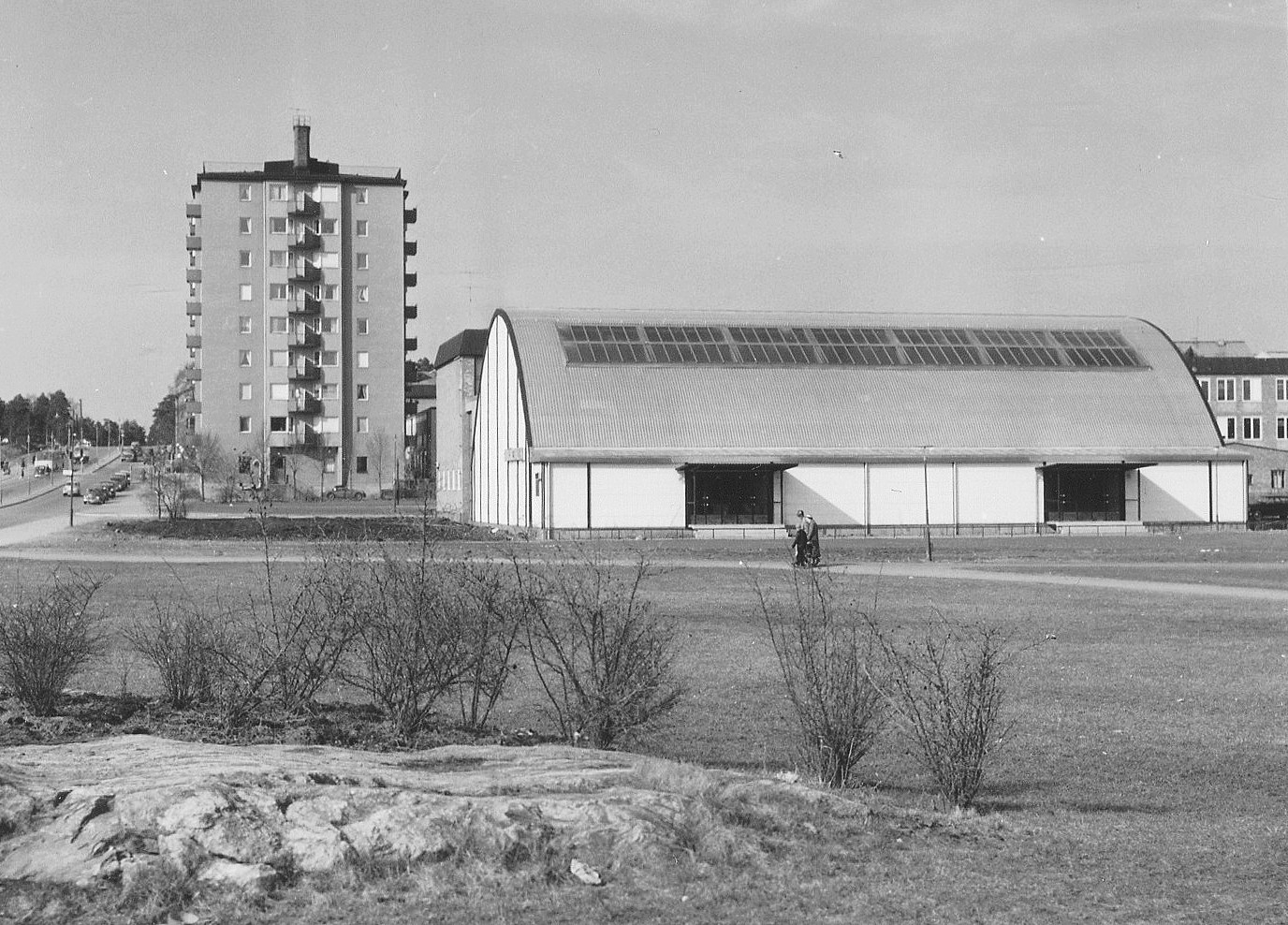
Gubbängshallen på 1950-talet.

Gubbängshallen ligger sydväst om Gubbängens gymnasium och var ursprungligen skolans gymnastiksal. Anläggningen består av två sammanbyggda, men klart från varann avgränsade byggnadskroppar: en tegelbyggnad mot norr och en hallbyggnad mot söder. I tegelbyggnaden anordnades bland annat administration,  omklädnadsrum, några motionsrum samt en liten hall på 13 x 25 meter. 
Själva hallbyggnaden uppfördes av lättbetongelement under ett välvt tak. Yttertaket täcktes av aluminiumfärgad plåt som gav byggnaden en sofistikerad prägel. På båda takfall fanns längsgående fönsterband som släppte in dagsljus. Ytterväggarna består av 50 centimeter höga, liggande och vit målade lättbetongplank som hålls samman av svart målade stående stålprofiler. Höjden till takets hjässa är 11 meter. Genom åren har byggnadens ursprungliga karaktär förändrats av diverse ombyggnader, bland annat har takljusen blivit igensatta. 
I hallen finns en arena på 20 x 34 meter med läktare för 150 sittande personer. I Gubbängshallen utövas bland annat aikido, basketboll, goalboll, handboll, innebandy, karate och kendo. Byggnaden är grönmarkerad av Stockholms stadsmuseum vilket betyder att bebyggelsen är särskilt värdefull från historisk, kulturhistorisk, miljömässig eller konstnärlig synpunkt.

## Bilder

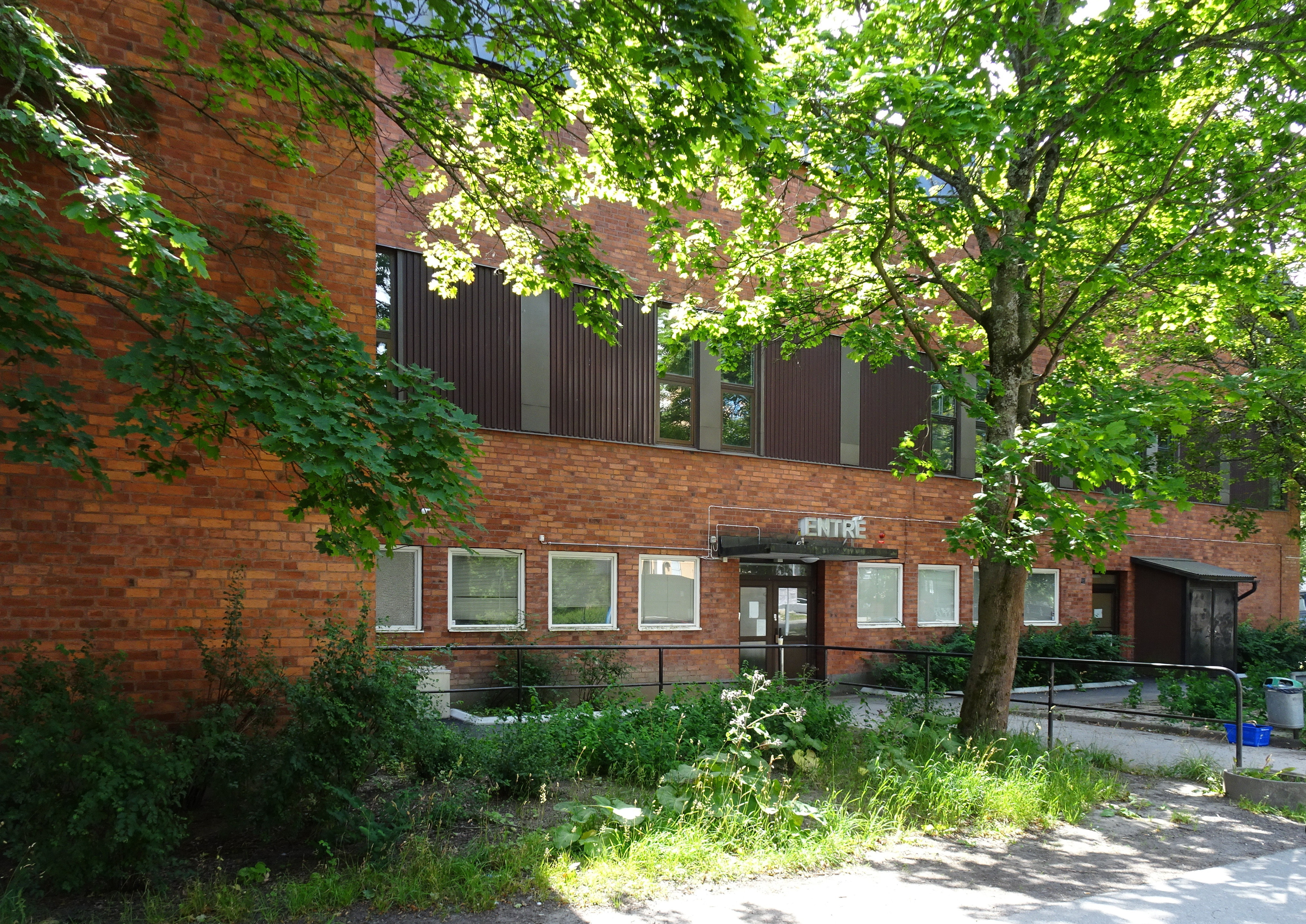
Tegeldelen mot norr
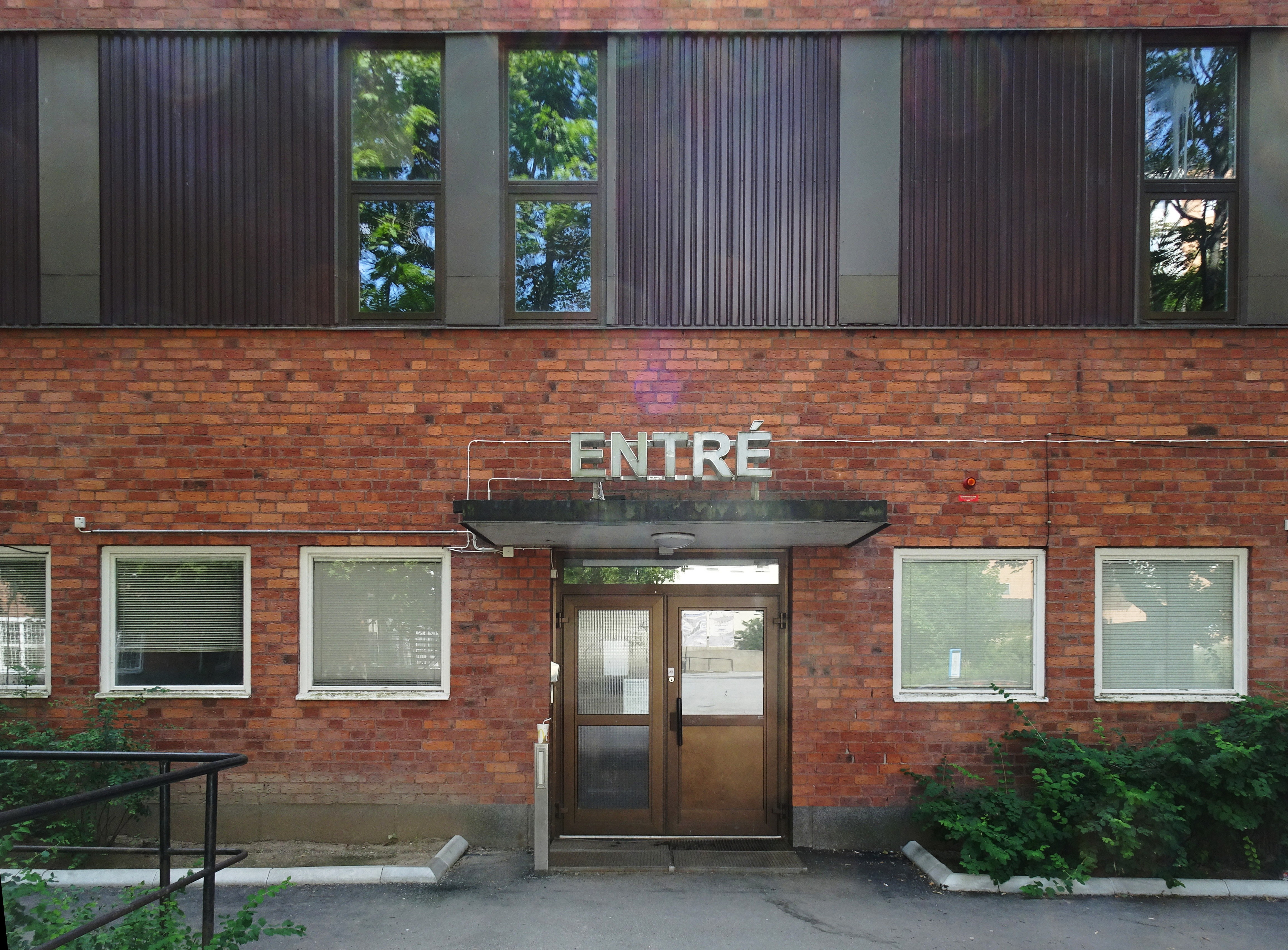
Entrén
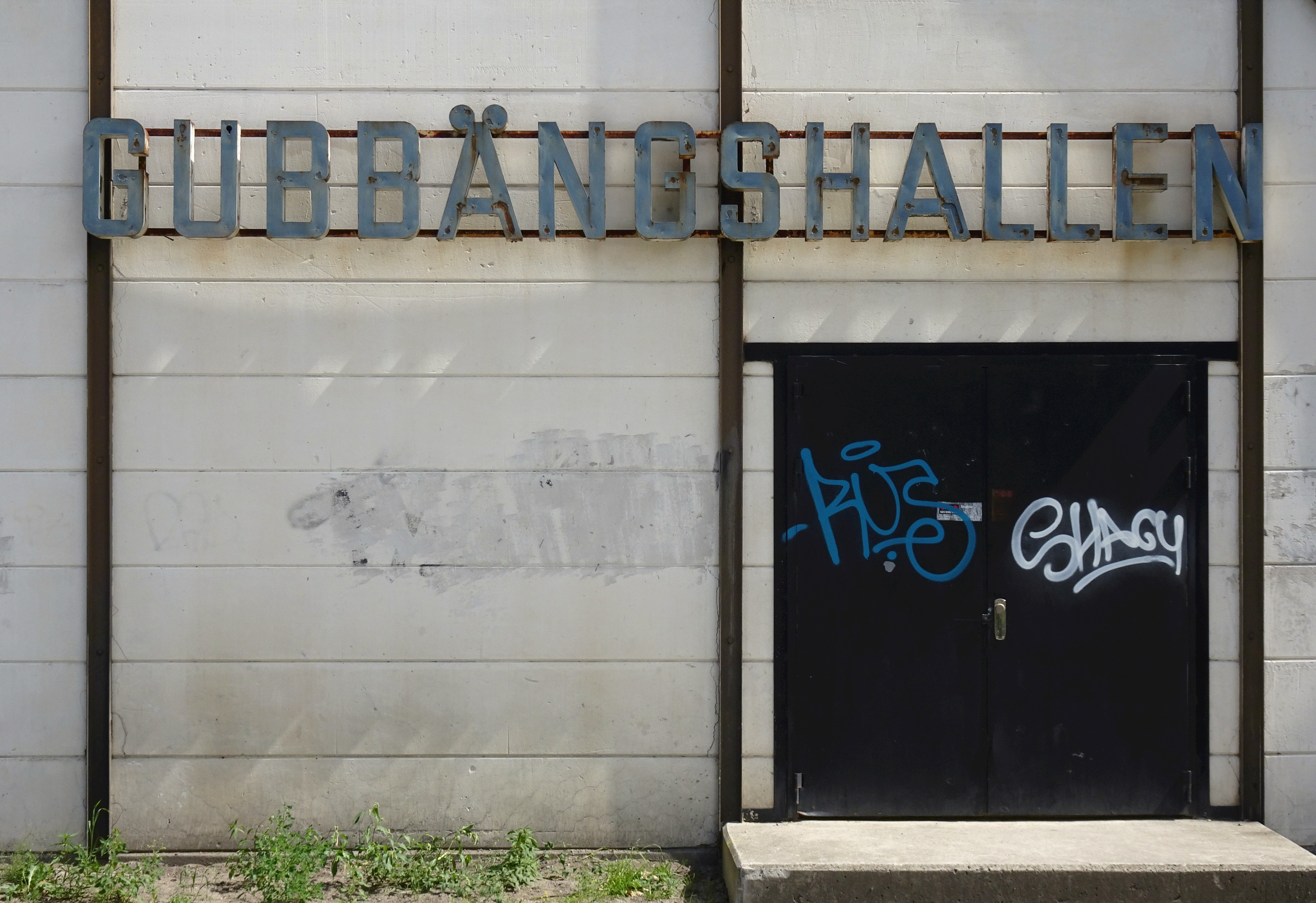
Hallens gamla neonskrift
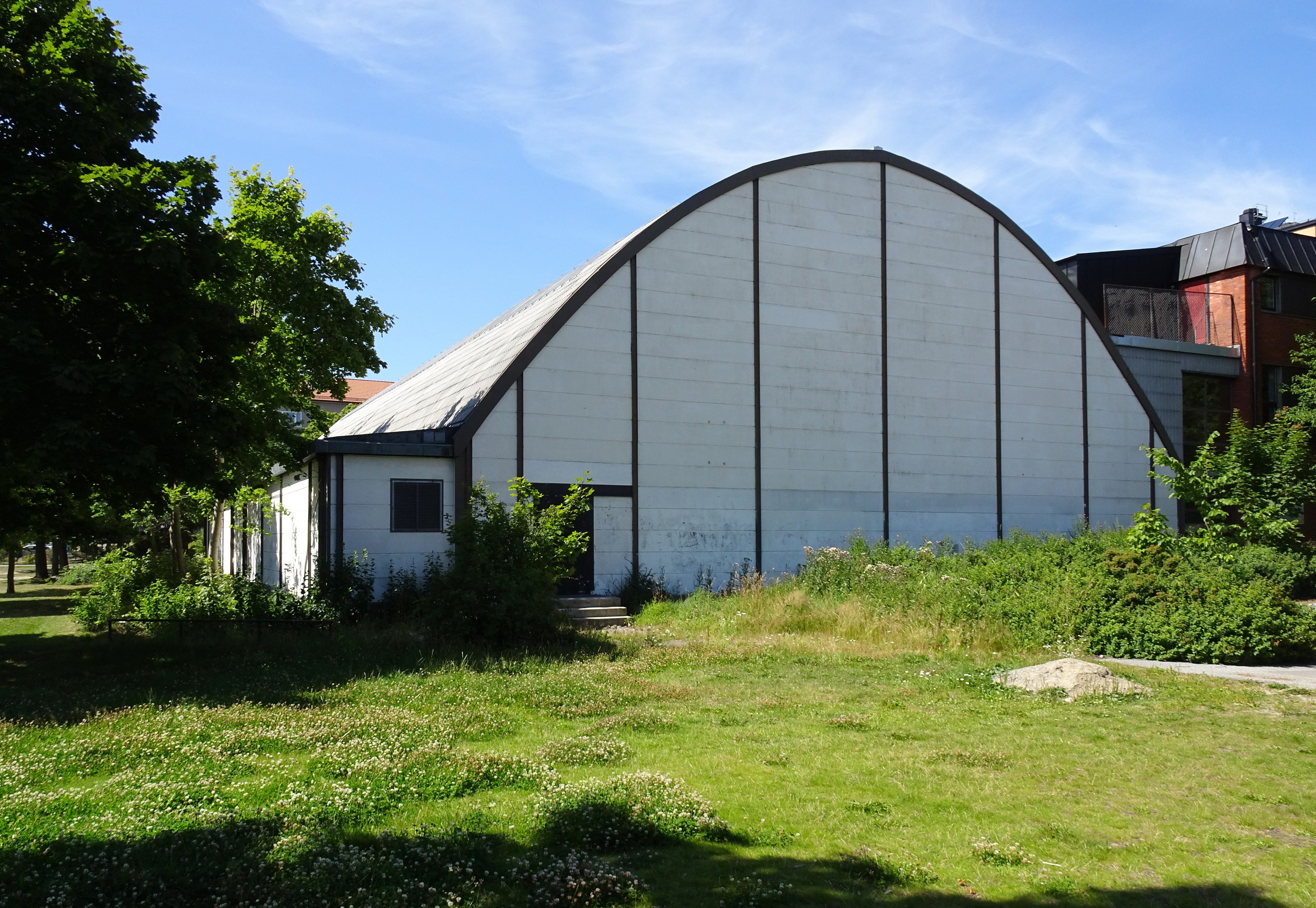
Hallen mot sydost